# Wapley and Codrington

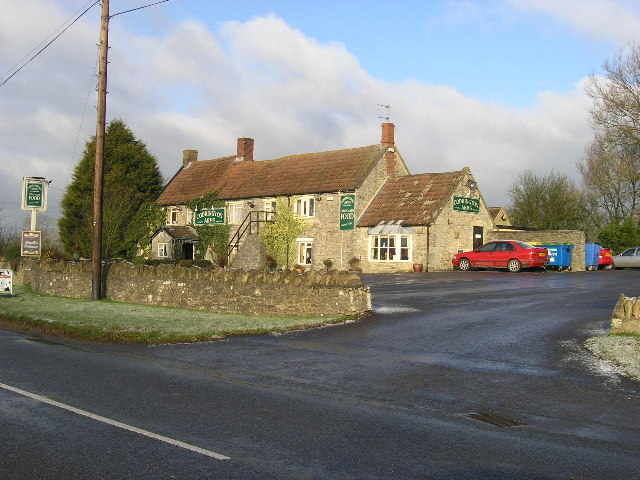
Codrington

Wapley and Codrington var en civil parish fram till 1935 när den uppgick i civil parish Dodington, i grevskapet Gloucestershire i England. Civil parish var belägen 14 km från Bath och hade 221 invånare år 1931.